# Кульдима
Кульдима — река, протекающая в Красноярском крае России. Длина реки составляет 94 км, площадь водосборного бассейна — 1170 км².
Река берёт начало в горах Бырранга на востоке полуострова Таймыр на высоте более 400 м над уровнем моря. Течёт преимущественно в восточном направлении, сперва по горной тундре, затем выходит на заболоченную равнину, на которой распространён термокарст. В среднем течении делает изгиб к югу и приближается с севера к озеру Прончищева. Впадает с запада в бухту Кульдима моря Лаптевых на берегу Прончищева в 78 км к юг-юго-востоку от устья реки Вездеходной. Ширина перед устьем — 50 м при глубине 0,7 м; скорость течения в низовьях составляет 0,4 м/с. Населённые пункты на реке отсутствуют.

## Основные притоки
Указаны поименованные притоки длиной 30 км и более
| Название         | Расстояние от устья | Длина | Положение |
| ---------------- | ------------------- | ----- | --------- |
| Опасная          | 13                  | 41    | левый     |
| Кульдима-Озёрная | 52                  | 36    | левый     |

## Данные водного реестра
По данным государственного водного реестра России и геоинформационной системы водохозяйственного районирования территории РФ, подготовленной Федеральным агентством водных ресурсов:
- Бассейновый округ — Енисейский
- Речной бассейн — Хатанга
- Речной подбассейн — Хатанга от слияния Хеты и Котуя до устья
- Водохозяйственный участок — Реки бассейна моря Лаптевых от мыса Прончищева до границы между Таймырским Долгано-Ненецким районом Красноярского края и Республикой Саха (Якутия) без реки Хатанги
- Код водного объекта — 17040400212117600002987